# Руперче
Руперче (на словенски: Ruperče) е село в Словения, Подравски регион, община Марибор. Според Националната статистическа служба на Република Словения през 2002 г. селото има 325 жители.